# Proctolyra damarensis
Proctolyra damarensis är en insektsart som beskrevs av Bo Tjeder 1992. Proctolyra damarensis ingår i släktet Proctolyra och familjen fjärilsländor. Inga underarter finns listade i Catalogue of Life.